# 809
809(팔백구)는 808보다 크고 810보다 작은 자연수다.

## 수학
- 140번째 소수(素數)다. 앞의 소수는 797, 다음 소수는 쌍둥이 소수인 811이다.
  - 35번째 소피 제르맹 소수로, {\displaystyle 809\times 2+1}의 값인 1619도 소수다. 앞의 소피 제르맹 소수는 761, 다음은 911이다.
  - 베르누이 수 {\displaystyle B_{330}}을 나눌 수 있는 비정규 소수다.
- 피타고라스 삼조의 빗변의 길이이다. ({\displaystyle 280^{2}+759^{2}=809^{2}})[a]
- {\displaystyle 44^{8}-1}dms 809로 나누어떨어진다.

## 과학
- NGC 809: 고래자리 방향에 있는 렌즈형은하.
- 809 룬디아(영어판): 소행성.

## 교통
- 수도권 전철 8호선 암사역사공원역의 역번호.

## 군사
- 809 해군 항공대(영어판): 과거 존재한 영국의 해군 항공대.

## 문화유산
- 대한민국의 보물 제809호: 경복궁 자경전

## 기타
- 날짜: 8월 9일
- 연도: 809년, 기원전 809년